# نامق السورجي
شيخ نامق بن الشيخ رقيب بن الشيخ محمد بن الشيخ أحمد السورجي من مواليد 1943، ولد في قرية سردريان على بعد 21 كيلومترا من قضاء عقرة التابعة لمحافظه دهوك في شمال العراق، اقليم كوردستان، اكمل دراسته الثانوية في محافظة الموصل (نينوى) والتحق بكلية الحقوق في جامعه بغداد سنة 1964 وتخرج في سنة 1968، وتعين بعد تخرجه بمنصب مدير ناحية ومن ثم قائمقاما ثم نائبا لمحافظ أربيل ونائبا في البرلمان العراقي ومن ثم تم تعينه محافظا في دهوك وبعد مرور عشر سنوات تم تعينه امينا عاما للتربية والتعليم العالي في اقليم كردستان-العراق وبدرجة وزير ومن ثم امينا عاما للداخلية.